# Two Tickets to Paradise
«Two Tickets to Paradise» es una canción del cantante estadounidense Eddie Money publicado como la primera pista de su disco debut y homónimo Eddie Money. Fue lanzado como sencillo en junio de 1978 y alcanzó el número 22 en el Billboard Hot 100. La canción se convirtió en un clásico de la radio del rock estadounidense, así como la canción más característica del repertorio del artista, fallecido en 2019. Debido a la popularidad que ganó la canción, se llegó a hacer un musical autobiográfico sobre Eddie Money llamado como la canción.

## Trasfondo de la canción
Money escribió la canción sobre su novia en ese momento. La madre de su novia quería que se casara con un médico o un abogado, no con un músico. Money escribió la canción con la esperanza de poder llevarse a su novia de vacaciones.

## Posición en listas
| Listas (1978)                      | Posición más alta |
| ---------------------------------- | ----------------- |
| Australia (Kent Music Report)      | 86                |
| Canadá (RPM Top Singles)           | 14                |
| Estados Unidos (Billboard Hot 100) | 22                |
| Estados Unidos (Cashbox Top 100)   | 20                |

## Uso cultural de la canción
- La canción forma parte del repertorio de la emisora de radio K-DST en el videojuego de Rockstar Games Grand Theft Auto: San Andreas.
- Apareció en el episodio de 1994 "Homer Loves Flanders", de la icónica serie de Los Simpson, en el que Homer interpreta la canción haciendo un solo imaginario de guitarra.
- Apareció en un episodio de 2000 de la serie The King of Queens, cuando Doug Heffernan y Deacon Palmer intentan gastar 5000 dólares en un día, y contratan a Eddie para tocar en la sala de estar de Doug.
- El personaje Michael Scott de la serie estadounidense The Office canta una versión corta y parodiada de la canción en el episodio de 2006 "A Benihana Christmas".